# Metalcore
Metalcore (også kendt som hardcore metal eller metallic hardcore) er en genre der blander elementer fra heavy metal med hardcore punk. Hardcore genren har dog flyttet sig i en mere metallydende retning og det kan derfor i nogen tilfælde være svært at skelne hardcore og metalcore fra hinanden.